# Baby Doll (песня)
Baby Doll (рус. Куколка) — третий сингл, выпущенный американской поп-группой «Girlicious». Впервые песня была исполнена группой «Girlicious» на телешоу Live @ Much 6 августа 2008 года. Это был последний сингл «Girlicious», когда в составе группы было 4 девушки. Со времени ухода Тиффани её куплет поёт Натали.

## Релиз
Полутороминутный трейлер «Baby Doll» был выпущен в интернет 1 августа 2008 года. По словам Натали Мехия, это песня была третьим синглом группы. Сингл был выпущен на канадском iTunes в ноябре. Тиффани также заявила, что «Baby Doll» будет хитом США в начале 2009 года. Однако клип был уже доступен на iTunes в США с 2008 года.
Он вошёл в канадский Hot 100 75 строчкой, благодаря цифровым загрузкам в течение недели, когда альбом был выпущен.

## Клип
Клип вышел впервые в свет на шоу «OnSet» на популярной канадской музыкальной станции Much Music. Его режиссёром стал Мэтт Макдермитт.
Видео начинается с того, что девушки в мини-платьях цвета металлик и мехах поют в зелёном Кадиллаке с насосами. Далее они поют в отдельных сценах и клипах с танцами вне Кадиллака с поднятым капотом. Затем «Girlicious» переходят в «сцену вечеринки», выступая с танцорами на фоне, и видео заканчивается в «сцене вечеринки» с девчонками, смеющимися под дождем из розовых денег. Клип был снят в Лос-Анджелесе на студии «Quixtoe Studios» под наблюдением Робин Антин и Майки Миндена.
Клип был выпущен на iTunes 20 ноября 2008, став причиной путаницы из-за того, что сингл был выпущен также во всем мире. Однако в настоящее время сингл выпущен только в Канаде.
«Baby Doll» также достиг 4 позиции в канадском «MuchMusic Countdown».

## Чарты
| Чарт (2008)      | Место |
| ---------------- | ----- |
| Canadian Hot 100 | 55    |